# Réserve intégrale Bull of the Woods
La réserve intégrale Bull of the Woods (anglais : Bull of the Woods Wilderness) est une aire sauvage de 152 km2 située dans l’Oregon au nord-ouest des États-Unis. Créée en 1984, elle est située à proximité du mont Hood au sein de la chaîne des Cascades.
Il s’agit d’une des six aires sauvages situées à l’intérieur de la forêt nationale du Mont Hood. Les autres se nomment Mark O. Hatfield, Salmon-Huckleberry, Mont Hood, Mont Jefferson et Badger Creek. Dans la région se trouve également l'aire sauvage Opal Creek

## Géographie
Avec ses 1 694 m, le plus haut sommet de la zone est la Battle Ax Mountain. La Bull of the Woods Mountain atteint 1 683 m et une tour de garde abandonnée pour la protection incendie se trouve à son sommet. Les rivières s’écoulant dans la zone se nomment Collawash, Breitenbush et Little North Santiam.
Le nom Bull of the Woods provient d’un terme anglophone dans le jargon des bûcherons pour nommer le bûcheron le plus expérimenté d’une opération de coupe d’arbres.

## Milieu naturel
La zone abrite quelques étendues de forêt primaire, de nombreux lacs et cours d’eau. La zone est recouverte de forêts composées du Sapin de Douglas, du Thuya géant de Californie et de la Pruche de l'Ouest. L’aulne rouge y est également présent au bord des ruisseaux. Des rhododendrons y poussent régulièrement et la Chouette tachetée du Nord (Strix occidentalis caurina) y est présente,.